# Wodorotlenek niklu(II)
Wodorotlenek niklu(II) – nieorganiczny związek chemiczny niklu z grupy wodorotlenków o wzorze Ni(OH)2.
Wodorotlenek niklu(II) można otrzymać np. reakcji wodorotlenku sodu z chlorkiem niklu(II) w wodzie:
2NaOH + NiCl2 → Ni(OH)2↓ + 2NaCl
W reakcji wytrąca się nierozpuszczalny jasnozielony wodorotlenek niklu(II).
W wyniku działania silnych utleniaczy (np. chloru lub bromu) przechodzi w nierozpuszczalny w wodzie czarny uwodniony tlenek NiO2·nH2O.
Wodorotlenek niklu(II) znajduje zastosowanie w galwanotechnice, produkcji akumulatorów zasadowych i innych związków niklu.